# Millersburg (Indiana)
Millersburg és una població dels Estats Units a l'estat d'Indiana. Segons el cens del 2000 tenia 868 habitants.

## Demografia
Segons el cens del 2000, Millersburg tenia 868 habitants, 310 habitatges, i 249 famílies. La densitat de població era de 632,3 habitants/km².
Dels 310 habitatges en un 45,8% hi vivien nens de menys de 18 anys, en un 62,6% hi vivien parelles casades, en un 11,6% dones solteres, i en un 19,4% no eren unitats familiars. En el 14,5% dels habitatges hi vivien persones soles el 4,8% de les quals corresponia a persones de 65 anys o més que vivien soles. El nombre mitjà de persones vivint en cada habitatge era de 2,8 i el nombre mitjà de persones que vivien en cada família era de 3,06.
Per edats la població es repartia de la següent manera: un 33,1% tenia menys de 18 anys, un 7,9% entre 18 i 24, un 31% entre 25 i 44, un 19,4% de 45 a 60 i un 8,6% 65 anys o més.
L'edat mediana era de 30 anys. Per cada 100 dones de 18 o més anys hi havia 102,4 homes.
La renda mediana per habitatge era de 43.750 $ i la renda mediana per família de 44.250 $. Els homes tenien una renda mediana de 36.083 $ mentre que les dones 25.179 $. La renda per capita de la població era de 19.700 $. Entorn del 2,7% de les famílies i el 4% de la població estaven per davall del llindar de pobresa.

## Poblacions properes
El següent diagrama mostra les poblacions més properes.

## Personatges il·lustres
- Chancey Juday (1871 — 1944), limnòleg